# بنك لبنان والخليج
بنك لبنان والخليج (Lebanon & Gulf Bank s.a.l)، من المصارف المالية اللبنانية، تأسس عام 1963، وكان حينها يحمل اسم (بنك الاعتماد الزراعي). 
في العام 1980 تم تغيير الاسم إلى (بنك لبنان والخليج) وذلك بعدما انتقلت ملكية أسهمه إلى مجموعة جديدة من رجال الأعمال اللبنانيين.

يملك البنك 13 فرعا في لبنان بالإضافة إلى فرع في قبرص، وآخر في العراق.